# James Blackwell
Pour les articles homonymes, voir Blackwell.
James Blackwell, né le 25 février 1968 à Mount Kisco (États-Unis), est un joueur professionnel américain de basket-ball. Il mesure 1,83 m.

## Collège
- Fox Lane (Bedford, État de New York).
- Deerfield Academy (Massachusetts).

## Université
- 1987 - 1991 :  Dartmouth (NCAA)

## Clubs
- 1991 - 1992 :  Nashville Stars (États-Unis)
- 1992 - 1993 :  Youngstown Pride (WBL)
- 1993 - 1994 :  La Crosse Bobcats (CBA)
- 1994 - 1995 :  Charlotte Hornets (NBA)
- 1994 - 1995 :  Celtics de Boston (NBA)
- 1995 - 1996 :  Gijon (Liga ACB)
- 1996 - 1997 :  Olympique d'Antibes Juan-les-Pins (Pro A)
- 1997 - 1998 :  Cholet Basket (Pro A)
- 1998 - 1999 :  Trail Blazers de Portland (NBA) - n'a pas joué
- 1998 - 1999 :  La Crosse Bobcats (CBA)
- 1998 - 1999 :  Dinamo Basket Sassari (Lega A)
- 1999 - 2000 :  Beşiktaş Istanbul (TBL)
- 2000 - 2001 :  Hapoël Jérusalem (IBSL)
- 2000 - 2001 :  ALM Évreux Basket (Pro A)
- 2000 - 2001 :  Beşiktaş Istanbul (TBL)
- 2001 - 2002 :  Oyak-Renault Bursa (TBL)

## Palmarès
- Vainqueur de la coupe de France en 1998 avec Cholet Basket
- Participation au All-Star Game français de Montpellier en 1997
- Sélection pour les Jeux panaméricains de 1999 à Winnipeg (Canada) avec l'équipe des États-Unis de basket-ball
- nommé dans le deuxième meilleur cinq majeur de la CBA pour la saison 1993-1994
- nommé dans le meilleur cinq majeur défensif de la CBA pour les saisons 1993-1994, 1994-1995 et 1998-1999
- nommé meilleur joueur de la semaine 13 de la Liga ACB avec Gijón lors de la saison 1995-1996